# Brachythecium gelidum
Brachythecium gelidum är en bladmossart som beskrevs av Niels Bryhn 1899. Brachythecium gelidum ingår i släktet gräsmossor, och familjen Brachytheciaceae. Inga underarter finns listade i Catalogue of Life.